# Бронепалубные корветы типа «Витязь»
Бронепалубные корветы типа «Витязь» — тип бронепалубных корветов российского императорского флота. Всего построено два корабля «Витязь» и «Рында». Стал родоначальником бронепалубных кораблей в Российском Императорском Флоте.

## Строительство
Проект бронепалубных корветов типа «Витязь» стал первым в Российском флоте кораблем, который мог быть отнесён к бронепалубным крейсерам.
Первым командиром корвета «Витязь» стал капитан 1-го ранга С. О. Макаров. По приказу Макарова были проведены испытания корабля на водонепроницаемость. После этих испытаний «Витязь» был доработан и частично перестроен. Экипаж насчитывал от 372 до 396 человек.

## Конструкция
Корпус был выполнен из стали. Сверху обшивался древесиной, поверх которой наколачивались медные пластины. Все это предотвращало нарастание водорослей на подводной части корабля. В процессе строительства было решено оснастить корабль броневой палубой.

## Вооружение
Вооружение состояло из десяти 152-мм орудий, 4 — 87 мм орудий и 10 47-мм орудий.

## Силовая установка
«Витязи» оснащались паровой машиной и имели развитое парусное вооружение.
В процессе эксплуатации выявились недостатки в конструкции корабля. В частности силовая установка была ненадежна и не обеспечивала достаточной тяговооруженности. Запланированные 15 узлов удалось достичь только при попутном течении. Реальная скорость корабля равнялась 14 узлам.